# Gilroy Garlic Festival
El Gilroy Garlic Festival (Festival del Ajo de Gilroy) es un festival gastronómico en los Estados Unidos, que se celebra anualmente en Gilroy, California, el último fin de semana completo en julio en el parque Christmas Hill. El festival más reciente se celebró del 26 al 28 de julio de 2019. Desde que no habría ningún festival en 2020, el 42do se celebraría en 2021.
Se trata de un evento anual con una duración de tres días. Es uno de los festivales gastronómicos más conocidos del país y atrae a visitantes de todo el país. Con 60.000 habitantes, Gilroy es un importante productor de ajo. Se encuentra ~50 km al sureste de San José. Este festival es el principal ingreso económico para Gilroy, atendido por voluntarios para recaudar fondos para grupos sin fines de lucro, incluidos clubes y escuelas.

## Historia
El Festival del Ajo se celebra todos los años desde 1979, excepto 2020 cuando fue cancelado por motivos causados por la pandemia de COVID-19. Rudolph J. Malone, entonces Presidente del Gavilan College en Gilroy, se inspiró en una pequeña ciudad en Francia que organizó un festival anual de ajo y afirmó ser la «Capital mundial del ajo». Malone comenzó el festival, que ahora atrae a más de cientos de miles de visitantes que pagan al año.

### Tiroteo de 2019
El 28 de julio de 2019, se produjo un tiroteo masivo en la 41.ª edición del festival. Tres personas murieron, además del perpetrador, y otras 12 resultaron heridas.

## Galería

Multimedia sobre el Gilroy Garlic Festival
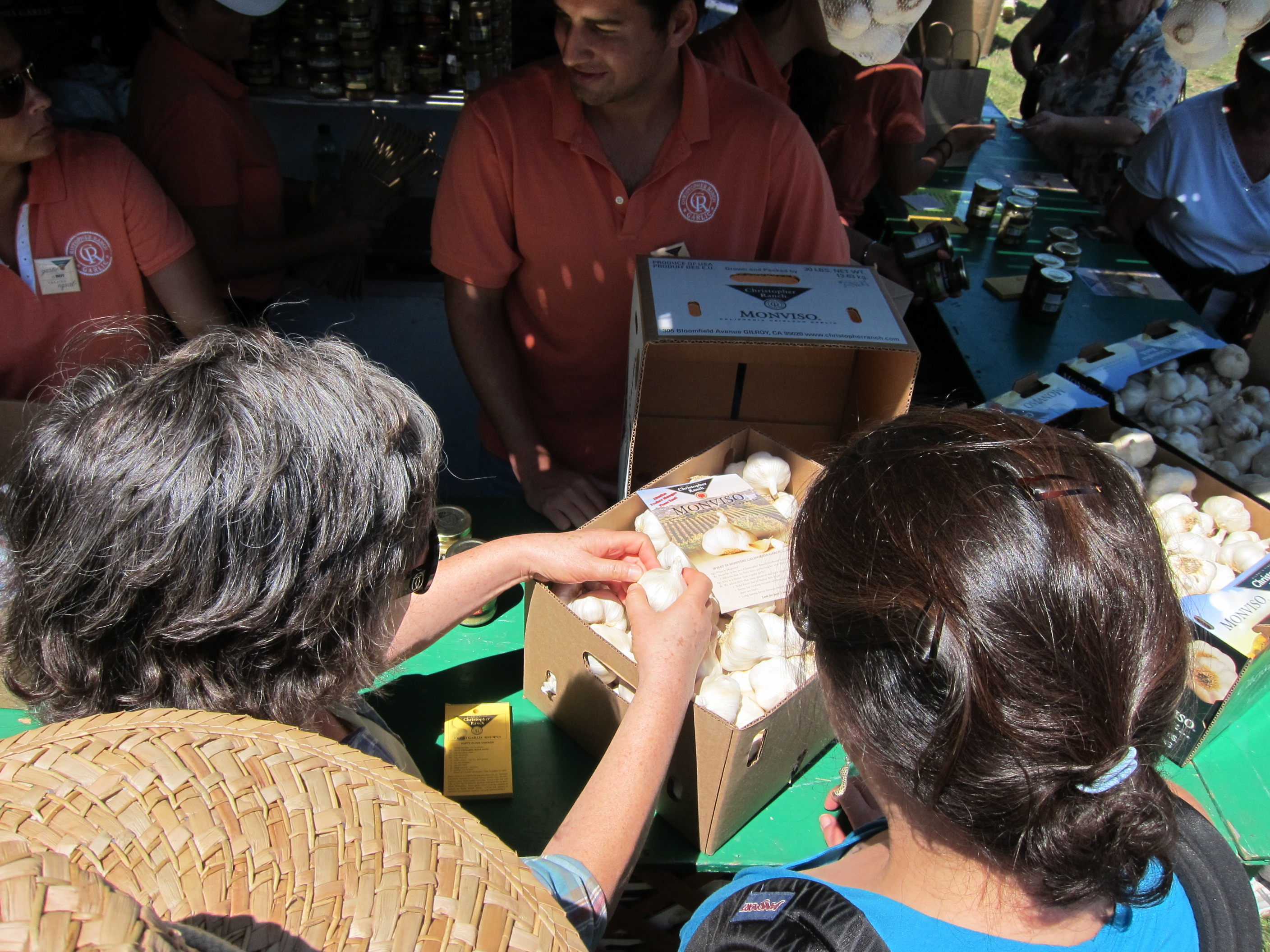
Compraventa de ajo.
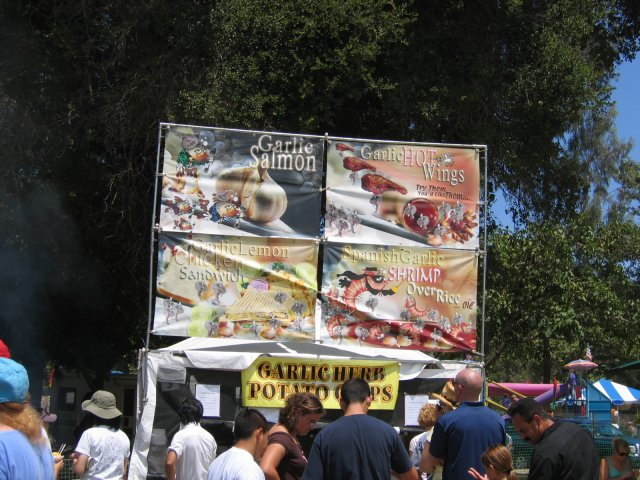
Varias especialidades con ajo: salmón con ajo, alitas de pollo al ajo, sándwich de ajo y gambas al ajillo
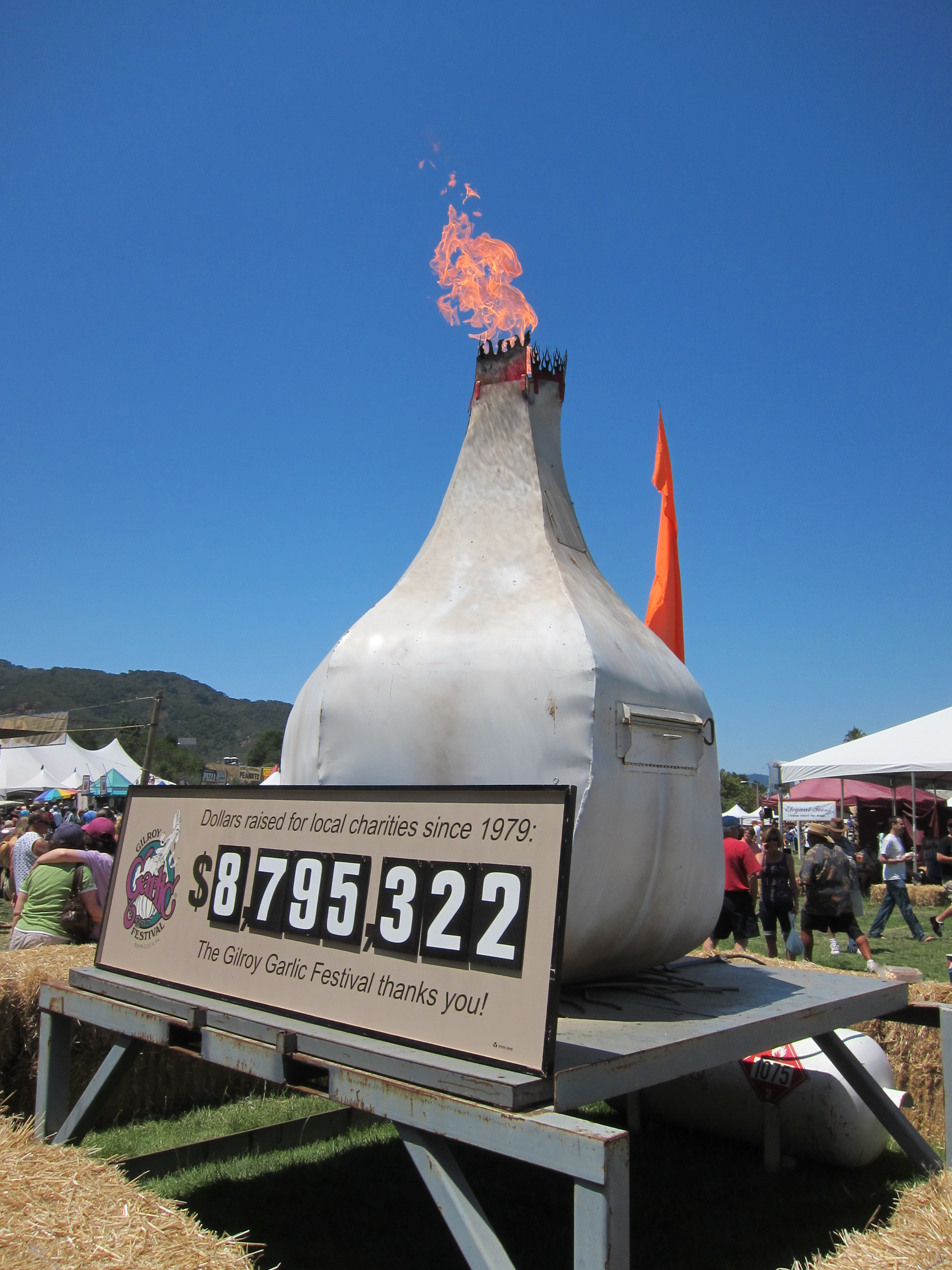
Antorcha con forma de ajo y cartel informativo sobre la recaudación económica
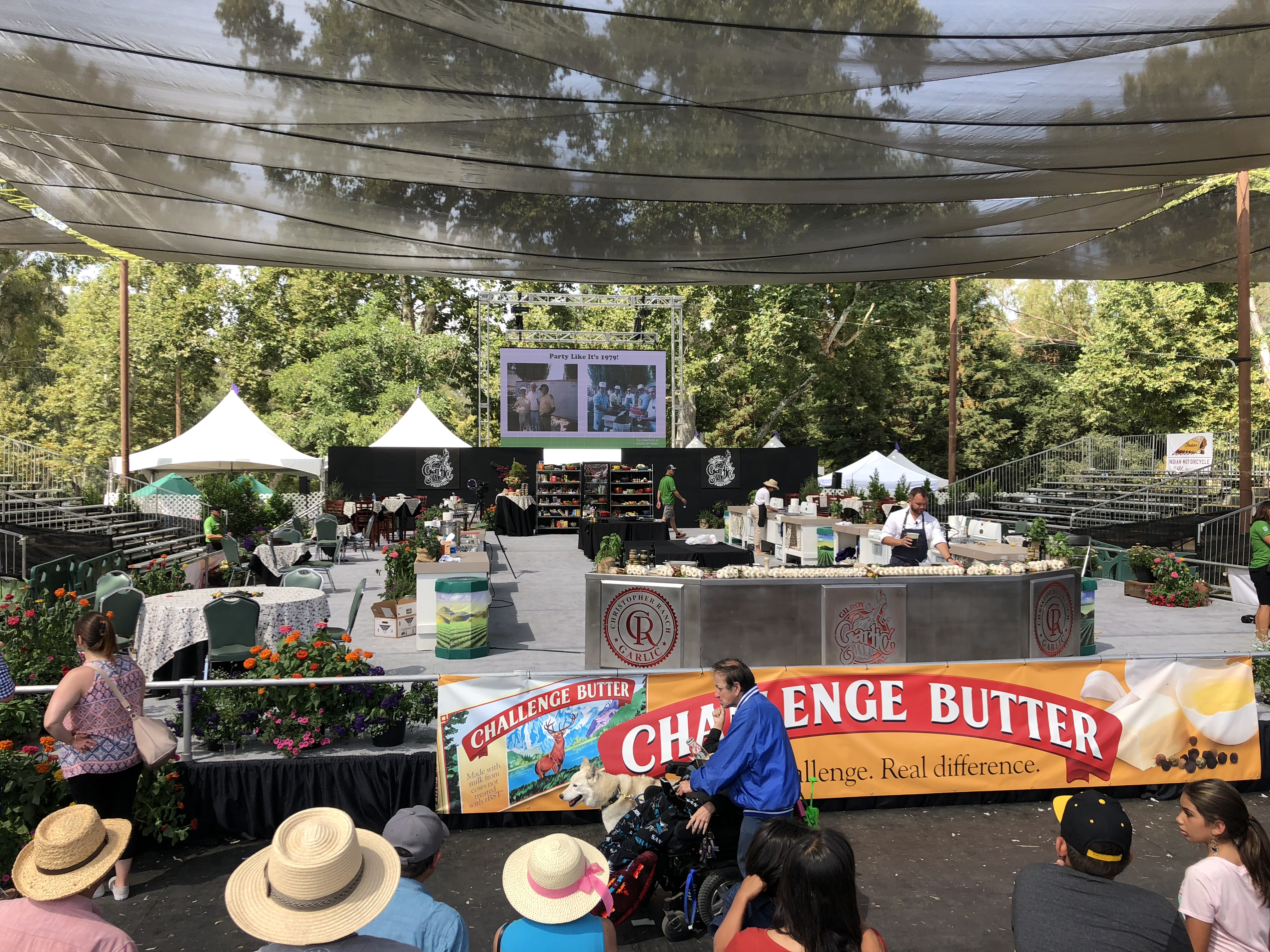
Espacio para cocineros y restauradores.
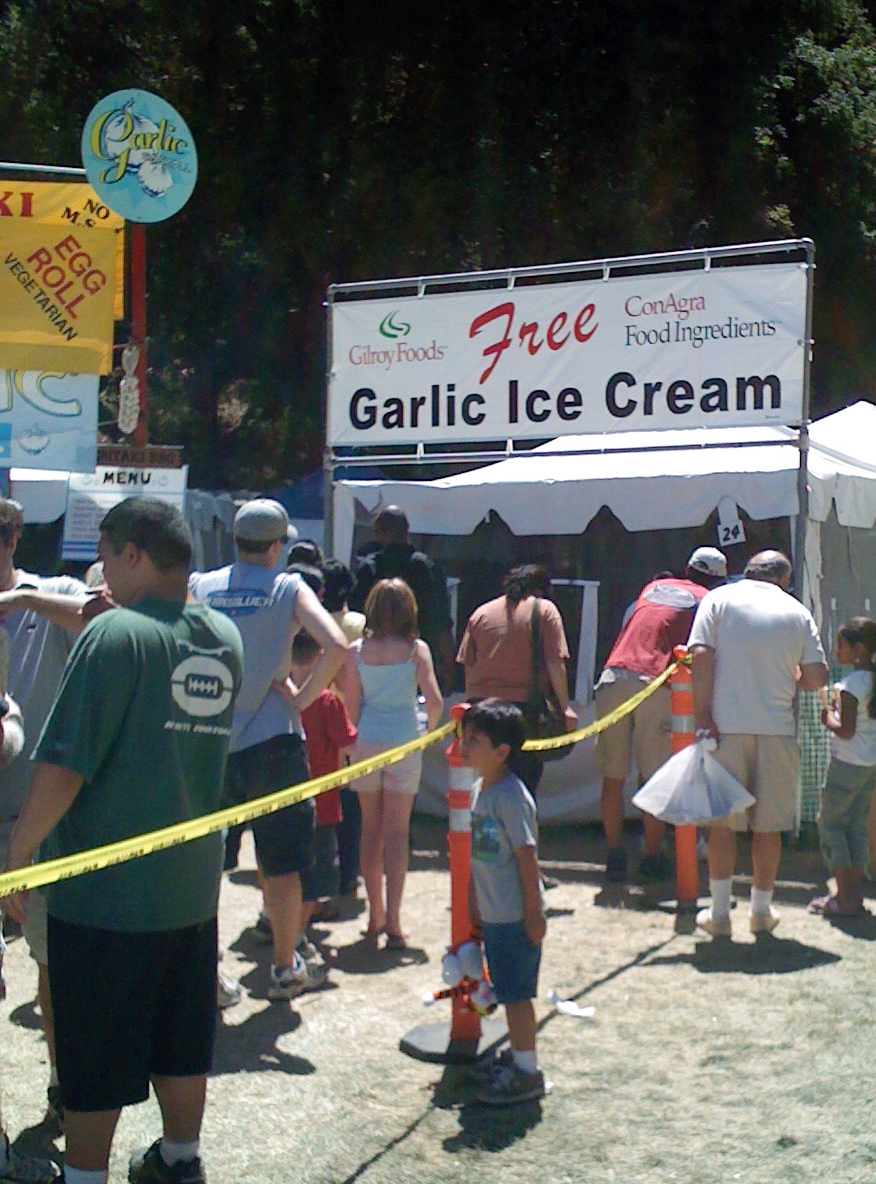
Tenderete que anuncia «helado de ajo gratuito»
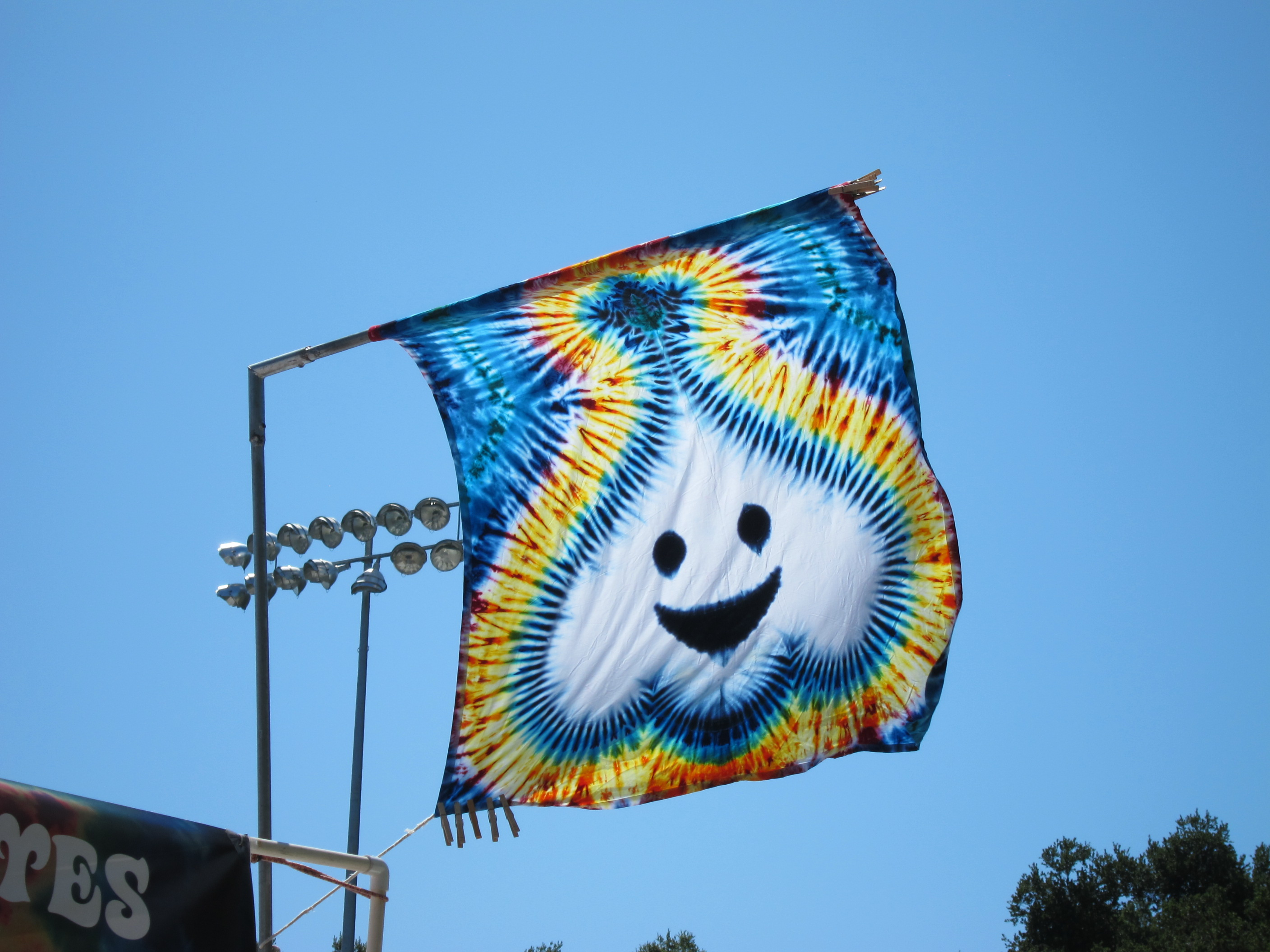
Bandera estilo tie-dye
- Cocina preparando calamares al ajo.
- Videorresumen de los conciertos, las atracciones, concursos...etc. que se llevaron a cabo en la ed. de 2017.